# Valeriu Driuma
Valeriu Driuma (n. Chișinău) este un matematician din Republica Moldova.

## Biografie
Driuma a absolvit școala N. 37 din Chișinău și facultatea de fizică și matematică a Universității de Stat din Moldova. Fost membru ULCT. Prima publicație apare în anul 1976. A sisținut doctoratul în anul în domeniul fizicii matematice. Driuma are rezultate importante în rezolvarea ecuațiilor diferențiale nelineare, cu aplicare în fizica plasmei și teoria gravitației. A participat la mai multe conferințe internaționale. Este cecetător științific coordonator la Institutul de matematică al Academiei de științe a Moldovei.

## Publicații
- ADS NASA
- ZMATH Math(au: Dryuma, V.
- AMS MRLookup Arhivat în 10 septembrie 2010, la Wayback Machine. (Author: Dryuma, V.S.)